# 農林
《農林》（のうりん）是白鳥士郎撰寫，切符插畫的日本輕小說作品。刊行於GA文庫，中文版由尖端出版代理發行。獲第一回《店員最愛輕小說大賞》第一名。本作舞台為農業高中，描寫高中生將青春投入於農業的日常生活。作品類型為農業系學園戀愛喜劇。
由亞櫻丸作畫漫畫於《YOUNG GANGAN》2012年7月號開始連載。全12集電視動畫於2014年1月至3月播放。

## 故事簡介
就讀岐阜縣立田茂農林高等學校（簡稱「農林」，同時也是兩女主角名字的第一個字）的生產科學科2年A組栽培專攻的畑耕作，是個對偶像草壁由佳非常沉迷的偶像迷。耕作與同為A班栽培專攻，體貼的青梅竹馬中澤農、可靠的眼鏡美少年好友過真鳥繼、A班畜產專攻的巨乳少女良田胡蝶等夥伴，為了成為未來日本農業的棟樑，每天都過著熱鬧的高中生活。某日，草壁由佳突然宣布引退，讓耕作大受打擊，把自己關在宿舍房間中不肯出來。同樣住在宿舍裡的農與繼，想盡辦法將他拉到教室，剛好年近40的班導戶次菜摘和轉學生一起進入教室，轉學生名為木下林檎，是個和偶像草壁由佳長的一模一樣的美少女。

## 登場人物
※ 電視動畫與廣播劇CD的聲優相同。

### 田茂農林高等學校

#### 主要人物
畑耕作（聲優：淺沼晉太郎）
本作主角。岐阜縣立田茂農林高等學校生產科學科2年A班栽培專攻。從偏遠學校來到農林就讀，住在校內的學生宿舍「青田寮」，並擔任學級委員與宿舍長。偶像為草壁由佳（本名為木下林檎），並對其有近乎狂熱的愛好，但因林檎搬入並同宿的狀況下，其收藏品被農全數丟棄，但仍不死心地用零用錢持續購買。母親在年幼時去世，青梅竹馬的中澤農對他來說像是母親般的存在。戀腳癖。
木下林檎／草壁由佳（聲優：田村由香里）
本作女主角之一。2年A班栽培專攻。2年級的春天從東京轉學過來的美少女。以前是超人氣偶像，卻因為某些原因閃電引退。和耕作等人同住在青田寮。在某次工作中被告知表情僵硬，原以為是疲勞過度之故，但隨著時間過去情況也逐漸惡化，最後甚至連簡單的微笑都無法露出。在耕作等人知曉實情後便帶著林檎一同至農業試作地，並以此為契機使林檎有辦法露出簡單的表情。喜歡耕作。『蓋亞』為黑色。
「林檎」即為蘋果。
中澤農（聲優：花澤香菜）
本作女主角之一。2年A班栽培專攻。和耕作同個村子出身，同樣住在青田寮。擁有獨特的鄉村腔，有著安產型大屁股，身材相當不錯。代替耕作死去的母親照顧耕作，不過漸漸對耕作產生青梅竹馬以外的感情。在家中是四名姐妹的次女。
過真鳥繼（聲優：羽多野涉）
耕作的好友，2年A班栽培專攻。栽培專攻成績最好的學生，是個帶著眼鏡的美少年，和耕作等人一起住在青田寮。對自己的身材很有自信，喜歡展現自己的肉體。
良田胡蝶（聲優：井上麻里奈）
四天農之一，四天農實際領導者，耕作的同班同學，2年A班畜產專攻。大地主千金，胸部非常大。畜產專攻成績最好的學生，對栽培專攻的同學有很強烈的競爭心態，尤其把栽培專攻首席的過真鳥繼視為勁敵，對他抱持著特殊感情。
戶次菜摘（聲優：齋藤千和）
耕作就讀的2年A班的班導，暱稱「貝琪」（與「戶次」的日語發音一樣）。年近40卻一直無法結婚，有嚴重的妄想症。在上課時會突然抱怨起這個社會來。『蓋亞』為黑色，擁有諸多狂暴化分身，最凶暴為『邪鬼』。可使用AT力場（Anti Teenager field），青少年攻擊無效化。
小老闆（聲優：加藤英美里）
澳洲姐妹校「贈送」的沙袋鼠（但因澳洲法律禁止輸出此動物，改由姐妹校出資在名古屋的寵物店購得），由畜產專攻學生負責照顧，和耕作很親近的可愛小動物。

#### 四天農
鈴木燈／生化鈴木／BIO鈴木（聲優：大坪由佳）
四天農之一，B班的學級委員。穿著改造學生服，並披著白衣，用獨特的口吻說話。是個重度的腐女子，但厭惡被其他人稱為腐女，會自稱為「發酵的美少女」。同時是筆名「索多姆鈴木」的漫畫家。
宮本林太郎／樵夫林太郎／Woodman林太郎（聲優：檜山修之）
四天農之一，F班的學級委員。身材壯碩。對女性完全沒有抵抗力，但想接近女生的慾望非常強烈。
花園薰／薔薇花園／ROSE花園（聲優：谷山紀章）
四天農之一，E班的學級委員。校內第一名的帥哥，是同性戀者。耕作稱其為最凶四天農。
金上虎於／金錢金上／MONEY金上（聲優：東內麻里子）
四天農之一，D班的學級委員。從姓名看不太出她的性別是女性。對賺錢非常熱衷，甚至曾因在校內募集金上基金被抓到而受停學處分。
良田胡蝶／巨奶良田／BOING良田
詳見良田胡蝶。
各務原幸子
前任四天農之一，就讀3年A班，現為學生會長，已經取的推薦大學合格。
山之渡邊
前任四天農之一，就讀3年F班。

前任四天農之一，就讀3年E班，穿著30公分的誇張安全靴。

前任四天農之一，就讀3年D班。

前任四天農之一，就讀3年B班。

#### 其他學生
奶油健（聲優：川原慶久）
甜點三劍客之一，擅長西洋甜點。

#### 教師
立川
F班的導師，學生犯錯時會給予鐵拳制裁。
永繩鍬之介（聲優：杉田智和）
農林校長，能夠空手將熊絞殺的特殊人物。

### 學生的家人
中澤士（聲優：佐藤利奈）
中澤農的姐姐，四姊妹中的長女。23歲。
中澤工（聲優：東山奈央）
中澤農的妹妹，四姊妹中的三女。與商是雙胞胎。7歲。
中澤商（聲優：五十嵐裕美）
中澤農的妹妹，四姊妹中的么女。與工是雙胞胎。7歲。
中澤喜一（聲優：水內清光）
中澤農的父親，愛生村的番茄栽培農家。
校條創（聲優：小山力也）
繼的親生父親，曾為了把繼帶回去而與繼進行蔬菜販售對決。

### 其他
大森先生（聲優：杉田智和）
自稱「大森流吹箭術」的創始者，是吹箭的達人（專門獵殺現充）。用動漫海報當吹箭管，在吹箭前端塗上超強麻醉藥，曾一發讓猴子迅速昏迷。

## 名詞解釋
岐阜縣立田茂農林高等學校
虛構的農業高中，位於日本岐阜縣，簡稱農林。設立滿100年的老學校，每個學年有5個班，分別為A、B、D、E與F班，每個班級學科不同，A班為生產科學科，B班為生物工學科，D班為流通科學科，E班為造園學科，F班為林業工學科。其原形為日本岐阜縣美濃加茂市的加茂農林高校。
青田寮
學校附設的學生宿舍，以前有很多學生入住，但現在只有耕作等5名學生，故沒有管理人員，由耕作擔任寮長。
四天農
A到F班的學級委員，在學校內最有影響力的學生，雖叫四天農實際上卻是五個人。

## 出版書籍

### 輕小說
| 卷數 | SB創意         | SB創意                                        | 尖端出版                    | 尖端出版                                 |
| 卷數 | 發售日期       | ISBN                                          | 發售日期                    | ISBN／EAN                                |
| ---- | -------------- | --------------------------------------------- | --------------------------- | ---------------------------------------- |
| 1    | 2011年8月15日  | ISBN 978-4-7973-6690-7                        | 2012年9月28日               | ISBN 978-957-10-4973-1                   |
| 2    | 2011年11月15日 | ISBN 978-4-7973-6811-6                        | 2013年1月11日               | ISBN 978-957-10-5108-6                   |
| 3    | 2012年3月15日  | ISBN 978-4-7973-6896-3                        | 2013年5月3日                | ISBN 978-957-10-5209-0                   |
| 4    | 2012年8月11日  | ISBN 978-4-7973-7135-2                        | 2013年8月12日 2013年8月14日 | ISBN 978-957-10-5280-9 EAN 4717702256272 |
| 5    | 2012年12月15日 | ISBN 978-4-7973-7252-6                        | 2014年4月21日               | ISBN 978-957-10-5518-3                   |
| 6    | 2013年4月15日  | ISBN 978-4-7973-7336-3                        | 2014年6月20日               | ISBN 978-957-10-5566-4                   |
| 7    | 2013年9月14日  | ISBN 978-4-7973-7521-3                        | 2014年10月9日               | ISBN 978-957-10-5740-8                   |
| 8    | 2014年1月15日  | ISBN 978-4-7973-7657-9 ISBN 978-4-7973-7558-9 | 2015年2月13日               | ISBN 978-957-10-5835-1                   |
| 9    | 2014年7月15日  | ISBN 978-4-7973-7753-8                        | 2015年11月26日              | ISBN 978-957-10-6283-9                   |
| 10   | 2015年3月14日  | ISBN 978-4-7973-8292-1 ISBN 978-4-7973-8233-4 | 2016年2月3日                | ISBN 978-957-10-6371-3                   |
| 11   | 2015年9月15日  | ISBN 978-4-7973-8499-4                        | 2016年11月21日              | ISBN 978-957-10-6904-3                   |
| 12   | 2016年3月15日  | ISBN 978-4-7973-8707-0                        | 2017年4月19日               | ISBN 978-957-10-7353-8                   |
| 13   | 2016年10月14日 | ISBN 978-4-7973-8942-5                        |                             |                                          |

### 漫畫
| 卷數 | Square Enix    | Square Enix            |
| 卷數 | 初版發售日期   | ISBN                   |
| ---- | -------------- | ---------------------- |
| 1    | 2012年8月10日  | ISBN 978-4-7575-3688-3 |
| 2    | 2012年12月15日 | ISBN 978-4-7575-3811-5 |
| 3    | 2013年4月15日  | ISBN 978-4-7575-3947-1 |
| 4    | 2013年12月25日 | ISBN 978-4-7575-4165-8 |
| 5    | 2014年3月28日  | ISBN 978-4-7575-4239-6 |
| 6    | 2014年7月14日  | ISBN 978-4-7575-4382-9 |
| 7    | 2015年1月24日  | ISBN 978-4-7575-4543-4 |
| 8    | 2015年9月12日  | ISBN 978-4-7575-4733-9 |

## 廣播劇CD
廣播劇CD《農林》由HOBiRECORDS於2012年4月27日發售。

## 電視動畫
於2013年3月發表動畫化的消息於2014年1月10日至3月28日播出。

### 製作人員
- 原作：白鳥士郎（GA文庫／SB創意刊）
- 角色原案：切符
- 監督：大沼心
- 系列構成：横手美智子
- 角色設計：小野田將人
- 道具設計：澤入祐樹、高橋賢
- 美術監督：古賀徹
- 色彩設計：重富英里
- CG導演：奈良岡智哉
- 攝影監督：寺本友紀
- 編輯：坪根健太郎
- 音響監督：鶴岡陽太
- 音樂：菊谷知樹、松田彬人
- 製片人：深尾聰志、田中信作、瀨川榮樹、長瀨奈津子、吉田敦則、金子逸人
- 動畫製作人：中川二郎
- 動畫製作：SILVER LINK.
- 製作：農林Project

### 主題曲
片頭曲
（無線☆害羞☆PHONE）（第1話）
作詞：中野愛子，作曲：谷正大，編曲：菊谷知樹，主唱：草壁由佳（田村由香里）

作詞：畑亞貴，作曲、編曲：太田雅友，主唱：田村由香里
第1話、第12話當作片尾曲使用。
片尾曲
（第2話、第5話－第7話、第9話）
作詞：中野愛子，作曲、編曲：山口朗彥
主唱：木下林檎（田村由香里）、中澤農（花澤香菜）
（第3話）
作詞：中野愛子，作曲、編曲：manzo，主唱：中澤農（花澤香菜）
（第8話）
作詞：中野愛子、水野大輔，作曲、編曲：水野大輔，主唱：貝琪（齋藤千和）
（第10話）
作詞：中野愛子，作曲：藤本記子，編曲：福富雅之，主唱：良田胡蝶（井上麻里奈）
（第11話）
作詞：中野愛子，作曲：谷正大，編曲：菊谷知樹，主唱：木下林檎（田村由香里）

### 各話列表
| 話數     | 日文標題 | 中文標題               | 劇本       | 分鏡           | 演出       | 作畫監督 | 原作小說         |
| -------- | -------- | ---------------------- | ---------- | -------------- | ---------- | --- | ---------------- |
| 第1節課  |          | 中二愛情故事           | 橫手美智子 | 大沼心         | 玉村仁     | 吉川英樹、 | 第1冊            |
| 第2節課  |          | King of Farmers        | 橫手美智子 | 渡邊慎一       | 小野田雄亮 | 若山政志、 小川一郎                                                                                              | 第1冊            |
| 第3節課  |          | 超級婆媳大戰 實習篇    | 橫手美智子 | 大地丙太郎     | 澤井幸次   | 佐野惠理、服部憲知                                                                                               | 第1冊            |
| 第4節課  |          | 妳綻放的笑容           | 橫手美智子 | 玉村仁         | 玉村仁     | 柴田志朗、崎口沙織 若山政志、藤原未來夫                                                                          | 第1冊            |
| 第5節課  |          | 五人的四天農           | 橫手美智子 | 渡邊慎一       | 糸賀慎太郎 | 竹森由加、山村俊了 深澤謙二                                                                                      | 第2冊            |
| 第6節課  |          | 萌之鍊金術師           | 高山克彥   | 二瓶勇一       | 佐藤光     | 北原章雄、 | 第2冊            |
| 第7節課  |          | 痛哭沙拉               | 橫手美智子 | 錦織博         | 福多潤     | 本田辰雄、佐藤麻里那 小林雅美                                                                                    | 第2、3冊部分章節 |
| 第8節課  |          | 妙廚大嬸               | 高山克彥   | 喜多幡徹       | 喜多幡徹   | 、服部憲知 渡邊亞彩美、藤原未來夫                                                                                | 第2－4冊部分章節 |
| 第9節課  |          | 學校泳褲               | 高山克彥   | 渡邊慎一       | 嵯峨敏     | 福島豐明、櫻井木之實 池田龍也、山崎輝彥 西川雅史                                                                 | 第4冊            |
| 第10節課 |          | 究極與至高的蔬菜對決！ | 橫手美智子 | 渡邊慎一       | 千葉大輔   | 飯飼一幸 田中紀衣                                                                                                | 第2、3冊部分章節 |
| 第11節課 |          | 朝氣蓬勃的農村         | 橫手美智子 | 澤井幸次       | 澤井幸次   | 若山政志、林進昱                                                                                                 | 第4冊            |
| 第12節課 |          | 大家的農林             | 橫手美智子 | 玉村仁、福多潤 | 玉村仁     | 服部憲知、深澤謙二 佐藤綾子、水野隆宏 小川浩司、 櫻井司、山本周平 平田和也、澤入祐樹 山吉一幸、北原章雄 古川英樹 | 第4冊            |

除了第1-4冊以外，部分劇情元素也擷取自5-8冊的內容，置於片尾等位置。

### 播放電視台
日本深夜動畫：下文記載的日本国内播放時間使用日本標準時間（UTC+9）表示。因為部分時間标识會採用30小时制，因此請留意这类超过24:00的时间，其實際播放時間為翌日清晨。
| 播放地區 | 播放電視台 | 播放日期               | 播放時間（UTC+9）         | 所屬聯播網 | 備註       |
| -------- | ---------- | ---------------------- | ------------------------- | ---------- | ---------- |
| 東京都   | TOKYO MX   | 2014年1月10日－3月28日 | 星期五 25時00分－25時30分 | 獨立UHF局  |            |
| 愛知縣   | 愛知電視台 | 2014年1月11日－3月29日 | 星期六 26時20分－26時50分 | 東京電視網 |            |
| 兵庫縣   | SUN電視台  | 2014年1月12日－3月30日 | 星期日 25時00分－25時30分 | 獨立UHF局  |            |
| 岐阜縣   | 岐阜放送   | 2014年1月12日－3月30日 | 星期日 26時20分－26時50分 | 獨立UHF局  |            |
| 日本全國 | BS11       | 2014年1月13日－3月31日 | 星期一 24時30分－25時00分 | 衛星電視   | ANIME+節目 |
| 日本全國 | Animax     | 2014年1月17日－4月4日  | 星期五 22時00分－22時30分 | 衛星電視   | 有重播     |
| 日本全國 | Animax     | 2014年1月18日－4月5日  | 星期六 22時30分－23時00分 | 衛星電視   |            |

## 相關
- 銀之匙 Silver Spoon、百姓貴族 — 荒川弘以相同題材所著的漫畫。
- 長良川鐵道越美南線 — 為岐阜縣的第三部門鐵道，本作取材的場景之一。

## 外部連結
- 「農林」 INDEX （页面存档备份，存于） - GA文庫（日語）
- 農林最新情報 - GA文庫部落格（日語）
- 電視動畫「農林」 （页面存档备份，存于） - 動畫公式網站（日語）
- 作品紹介：農林[永久] - YOUNG GANGAN（日語）
- 廣播劇 農林 （页面存档备份，存于） - HOBiRECORDS（日語）
- のうりんのぶろぐ （页面存档备份，存于） - 作者的博客（日語）